# Blennes
Blennes est une commune française située dans le département de Seine-et-Marne en région Île-de-France.

## Géographie

### Localisation
La commune est située à environ 29,3 kilomètres à l’est  de Nemours.

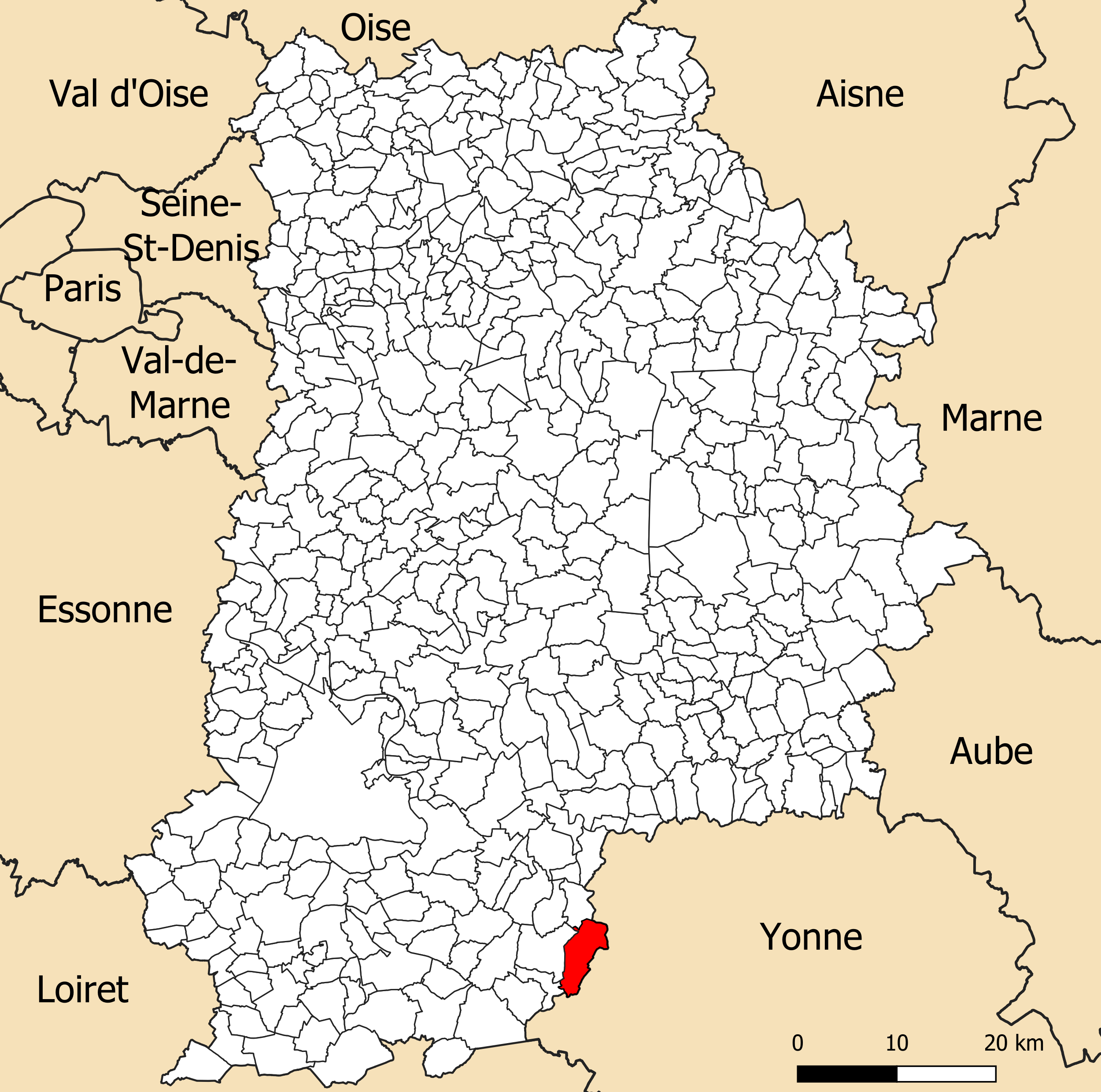
Localisation de la commune de Blennes dans le département de Seine-et-Marne.

### Communes limitrophes

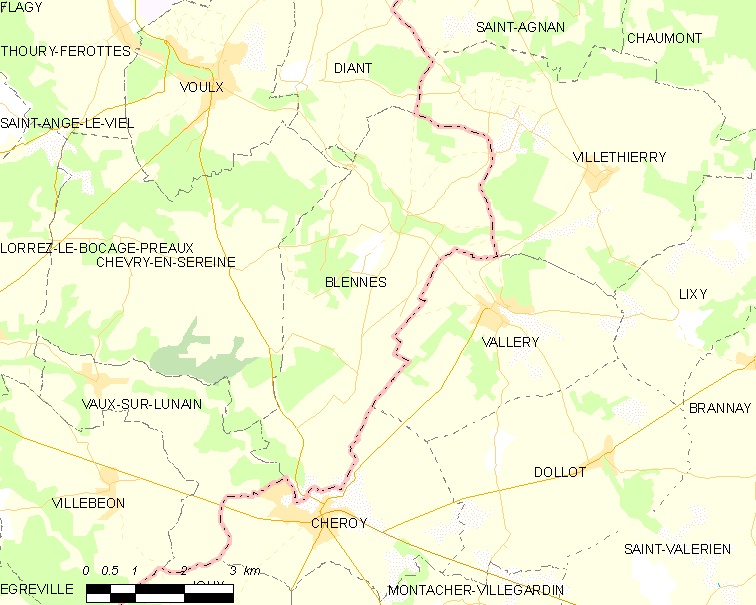
Carte des communes limitrophes de Blennes.

| Diant             |                | Villethierry (Yonne) |
| Chevry-en-Sereine | Blennes        | Vallery (Yonne)      |
| Vaux-sur-Lunain   | Chéroy (Yonne) |                      |

### Géologie et relief
L'altitude de la commune varie de 98 mètres à 162 mètres pour le point le plus haut, le centre du bourg se situant à environ 110 mètres d'altitude (mairie). Elle est classée en zone de sismicité 1, correspondant à une sismicité très faible.

### Hydrographie

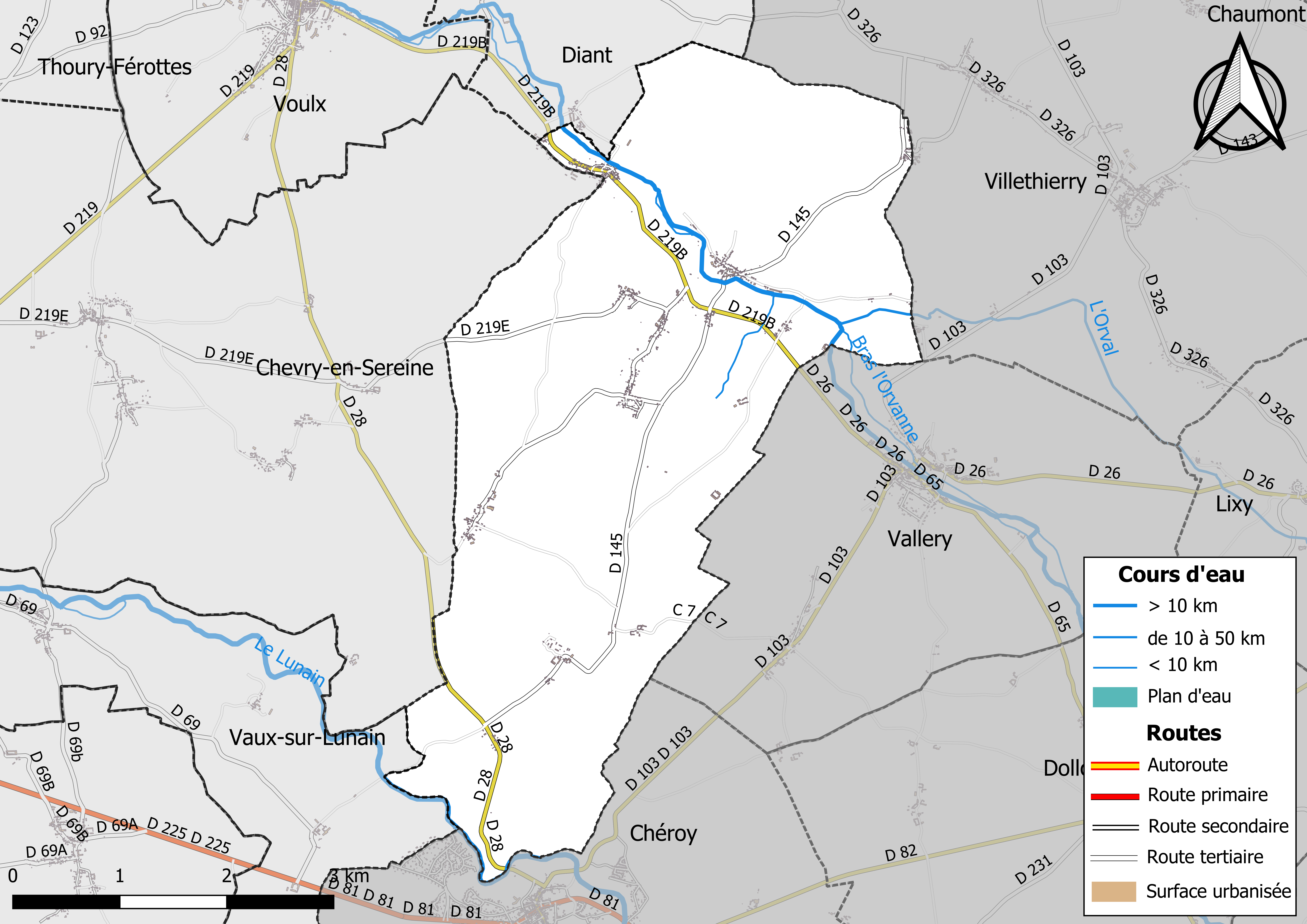
Carte des réseaux hydrographique et routier de Blennes.

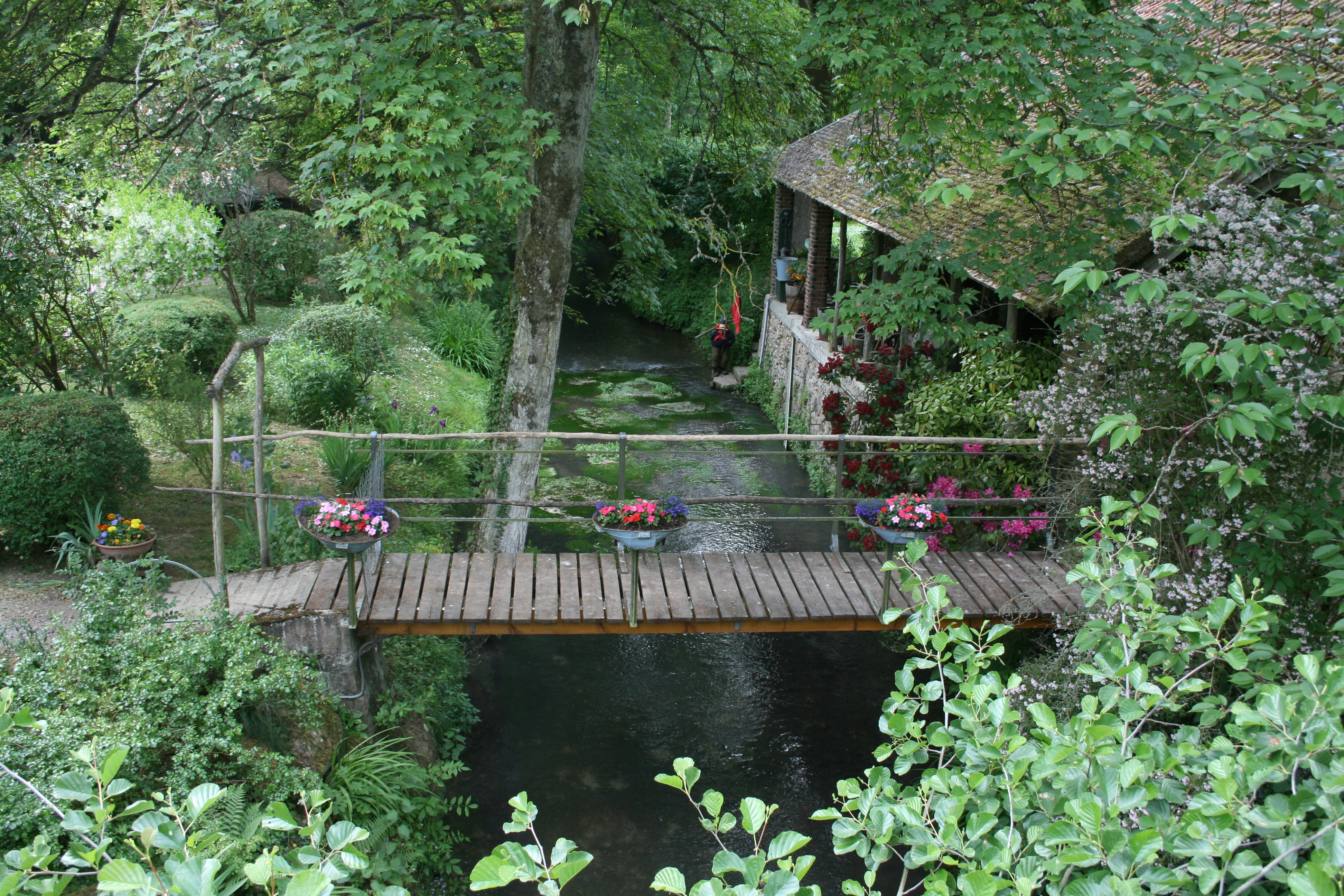
L'Orvanne à Blennes.

Le réseau hydrographique de la commune se compose de six cours d'eau référencés :
- la rivière Orvanne, longue de 38,84 km[3], affluent du Loing, qui traverse le village, ainsi que :
  - un bras de 0,61 km[4] ;
  - un bras de 2,50 km[5] ;
  - le fossé 01 des Basses Loges, 1,19 km[6], et ;
  - l'Orval, 9,41 km[7], affluents de l’ Orvanne ;
- la rivière le Lunain, longue de 51,45 km[8], affluent du Loing, en limite sud de la commune.

La longueur totale des cours d'eau sur la commune est de 8,41 km.

### Climat
Pour des articles plus généraux, voir Climat de l'Île-de-France et Climat de Seine-et-Marne.
En 2010, le climat de la commune est de type climat océanique dégradé des plaines du Centre et du Nord, selon une étude du CNRS s'appuyant sur une série de données couvrant la période 1971-2000. En 2020, Météo-France publie une typologie des climats de la France métropolitaine dans laquelle la commune est exposée à un climat océanique altéré et est dans la région climatique Nord-est du bassin Parisien, caractérisée par un ensoleillement médiocre, une pluviométrie moyenne régulièrement répartie au cours de l’année et un hiver froid (3 °C).
Pour la période 1971-2000, la température annuelle moyenne est de 10,9 °C, avec une amplitude thermique annuelle de 15,6 °C. Le cumul annuel moyen de précipitations est de 775 mm, avec 12,1 jours de précipitations en janvier et 7,8 jours en juillet. Pour la période 1991-2020, la température moyenne annuelle observée sur la station météorologique la plus proche, située sur la commune de La Brosse-Montceaux à 9 km à vol d'oiseau, est de 12,0 °C et le cumul annuel moyen de précipitations est de 652,9 mm,. Pour l'avenir, les paramètres climatiques de la commune estimés pour 2050 selon différents scénarios d'émission de gaz à effet de serre sont consultables sur un site dédié publié par Météo-France en novembre 2022.

### Milieux naturels et biodiversité

#### Espaces protégés
La protection réglementaire est le mode d’intervention le plus fort pour préserver des espaces naturels remarquables et leur biodiversité associée,.
Un  espace protégé est présent sur la commune : 
la zone centrale de la réserve de biosphère « Fontainebleau et Gâtinais », créée en 1998 et d'une superficie totale de 150 544 ha (46 056 ha pour la zone centrale). Cette réserve de biosphère, d'une grande biodiversité, comprend trois grands ensembles : une grande moitié ouest à dominante agricole, l’emblématique forêt de Fontainebleau au centre, et le Val de Seine à l’est. La structure de coordination est l'Association de la Réserve de biosphère de Fontainebleau et du Gâtinais, qui comprend un conseil scientifique et un Conseil Education, unique parmi les Réserves de biosphère françaises,.

## Urbanisme

### Typologie
Au 1er janvier 2024, Blennes est catégorisée commune rurale à habitat dispersé, selon la nouvelle grille communale de densité à sept niveaux définie par l'Insee en 2022.
Elle est située hors unité urbaine. Par ailleurs la commune fait partie de l'aire d'attraction de Paris, dont elle est une commune de la couronne,. Cette aire regroupe 1 929 communes,.

### Occupation des sols
L'occupation des sols de la commune, telle qu'elle ressort de la base de données européenne d’occupation biophysique des sols Corine Land Cover (CLC), est marquée par l'importance des territoires agricoles (80 % en 2018), une proportion identique à celle de 1990 (80 %). La répartition détaillée en 2018 est la suivante : 
terres arables (76,5 %), forêts (20 %), zones agricoles hétérogènes (3,5 %).
Parallèlement, L'Institut Paris Région, agence d'urbanisme de la région Île-de-France, a mis en place un inventaire numérique de l'occupation du sol de l'Île-de-France, dénommé le MOS (Mode d'occupation du sol), actualisé régulièrement depuis sa première édition en 1982. Réalisé à partir de photos aériennes, le Mos distingue les espaces naturels, agricoles et forestiers mais aussi les espaces urbains (habitat, infrastructures, équipements, activités économiques, etc.) selon une classification pouvant aller jusqu'à 81 postes, différente de celle de Corine Land Cover,,. L'Institut met également à disposition des outils permettant de visualiser par photo aérienne l'évolution de l'occupation des sols de la commune entre 1949 et 2018.

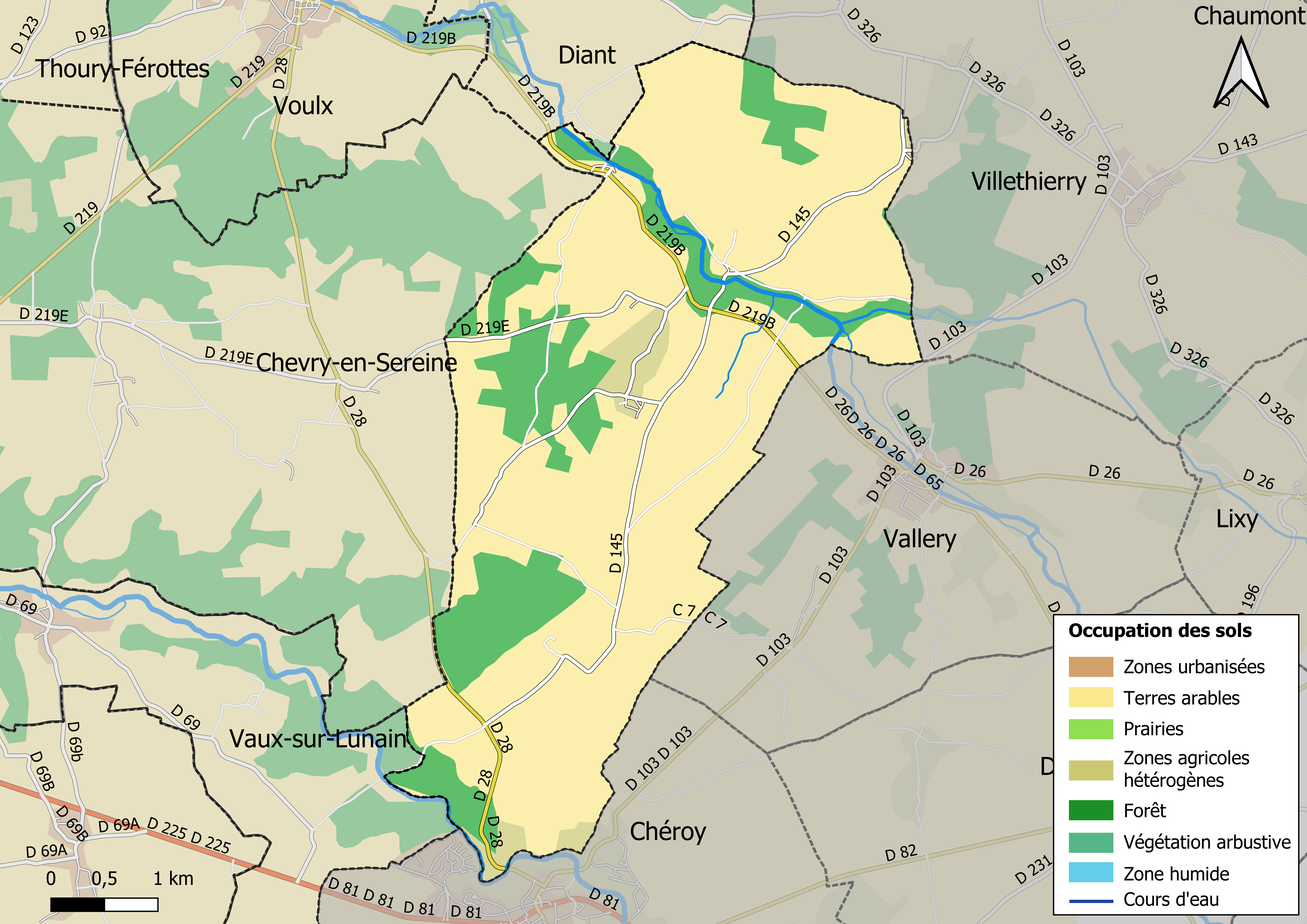
Carte des infrastructures et de l'occupation des sols en 2018 (CLC) de la commune.
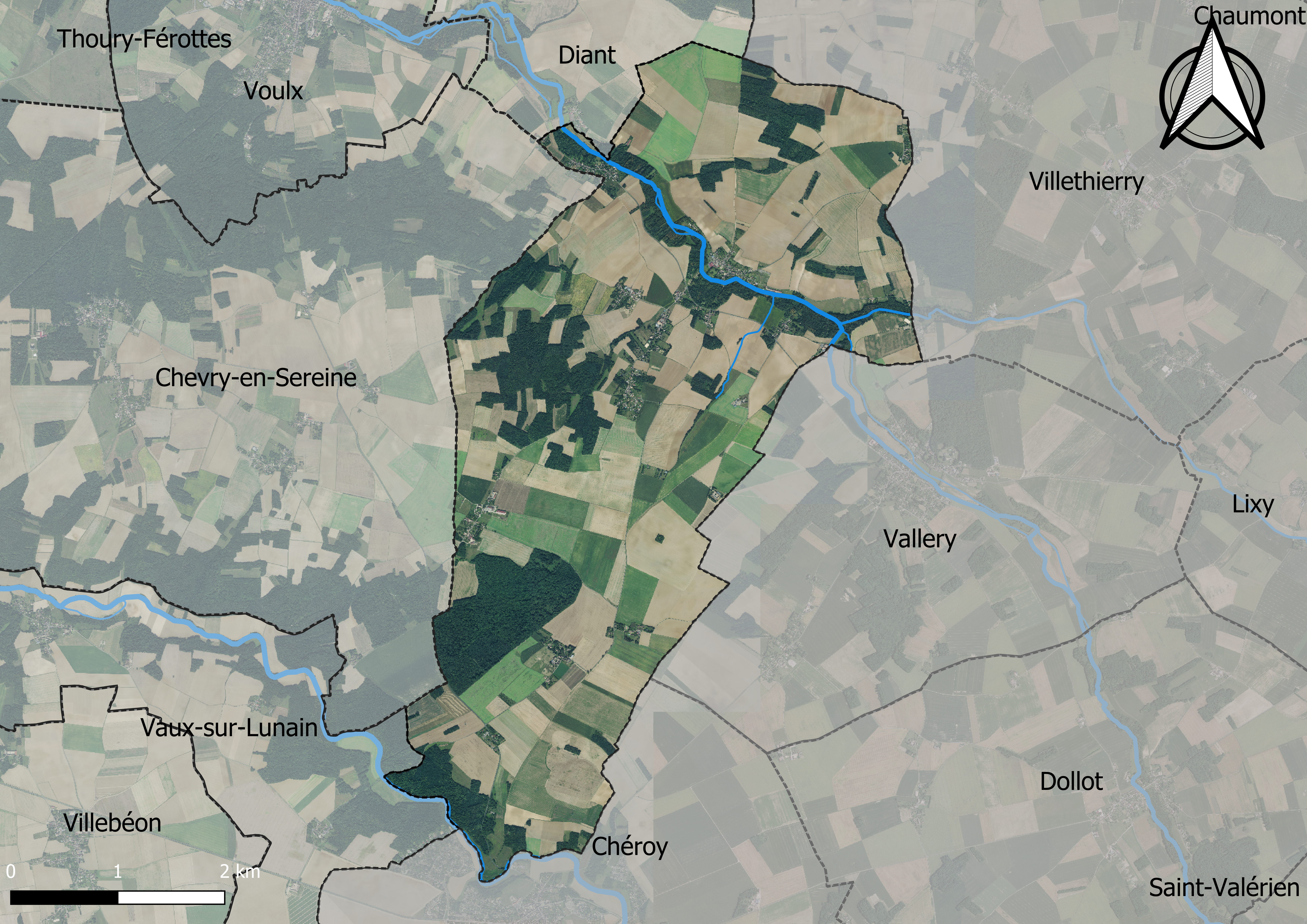
Carte orhophotogrammétrique de la commune.

### Planification
La loi SRU du 13 décembre 2000 a incité les communes à se regrouper au sein d’un établissement public, pour déterminer les partis d’aménagement de l’espace au sein d’un SCoT, un document d’orientation stratégique des politiques publiques à une grande échelle et à un horizon de 20 ans et s'imposant aux documents d'urbanisme locaux, les PLU (Plan local d'urbanisme). La commune est dans le territoire du SCOT Seine et Loing, dont le projet a été arrêté le 3 juillet 2019, porté par le syndicat mixte d’études et de programmation (SMEP) Seine et Loing rassemblant à la fois 44 communes et trois communautés de communes.
La commune, en 2019, avait engagé l'élaboration d'un plan local d'urbanisme.

### Lieux-dits et écarts
La commune compte 138 lieux-dits administratifs répertoriés consultables ici (source : le fichier Fantoir) dont 17 hameaux : dont Epigny - Launoy - les Chapelles - les Bergeries - les Basses Loges - le Coudray - les Sorins - Villeneuve les Ormes - Maurepas - Villemaugis - les Cent-Arpents - Bichot - Saint-André - Villoiseau-Le Bouloy.
Les écarts memtionnent le Petit Moulin, le Moulin des Moines.

### Logement
En 2016, le nombre total de logements dans la commune était de 308 dont 99,7 % de maisons.
Parmi ces logements, 71,9 % étaient des résidences principales, 18,4 % des résidences secondaires et 9,7 % des logements vacants.
La part des ménages fiscaux propriétaires de leur résidence principale s’élevait à 96,4 % contre 1,8 % de locataires et 1,8 % logés gratuitement,.

### Voies de communication et transports

#### Transports
La commune est desservie par la ligne d’autocars No 9B (Blennes – Nemours) du réseau de bus Vallée du Loing - Nemours.

## Toponymie
À la suite des travaux d’Auguste Longnon, le théonyme occupa une place de choix dans la toponymie : Belisama ou Belenos, déesse et dieu gaulois furent couramment cités comme origine probable du nom du village. Actuellement[Quand ?], cette approche est presque oubliée.
Pour Dauzat, Marie-Thérèse Morlet et Marianne Mulon le nom du village viendrait du nom d’homme gaulois Blannos latinisée en Blannus. Ce Blannus aurait donné son nom à une exploitation agricole appelée villa Blanna... Villa se serait perdu au cours des temps et serait resté Blanna qui aurait muté en Blena.
Dans les domaines de l’abbaye de Saint-Germain, au temps de Charlemagne, les noms germaniques étaient neuf fois plus nombreux que les noms romains (Auguste Longnon). Comme c’est après cette date que se stabilisent les villages, il faut aussi envisager que ce soit un nom d’homme germanique qui soit à l’origine du nom surtout que des formes très voisines sont attestées : Blaynus (987) qui apparaît dans le Recueil des chartes de l’abbaye de Cluny publié par Bernard A. et Bruel A. ; Blainus qui se trouve dans l’obituaire de Saint-Claude (IXe – XIe siècles) publié par M. Guigue.
Deux autres possibilités sont fréquemment évoquées : un terme celtique ou pré-celtique voire pré-indo-européen désignant la hauteur (repéré par le breton blein, le cornique blyn, le gallois blaen) ; une racine gauloise à valeur hydronymique blann…
Bien d’autres origines furent ou sont encore proposées… Contentons nous ici d’un constat d’ignorance. Mais, Blennes est en bonne compagnie : on ne sait toujours pas si c’est Athènes qui a pris le nom de la déesse Athéna ou si c’est la déesse qui a pris le nom de la ville ; on débat encore et on débattra toujours de l’origine du nom de la ville par excellence, Rome[réf. nécessaire].
Le nom Blennes, sous la forme parochia Blenna, fait son entrée dans l’histoire au XIe siècle, époque où l’habitat semble se fixer. Au verso des feuillets trois et quatre d’un sacramentaire en usage dans l’église de Sens, un scribe a inscrit une liste de 145 églises. Ce document, connu sous le nom de Liber sacramentorum, se trouve aujourd’hui à la Bibliothèque royale de Stockholm. Tous les noms qui y figurent désignent des localités comprises dans les limites du pagus Senonicus, constituant, dès cette époque, l’un des archidiaconés du diocèse de Sens.
Il n’existe en France aucune commune homographe ou homophone de Blennes. Et, sous sa forme actuelle, on ne retrouve parmi les environ 2 000 000 de noms de lieu recensés par l’IGN qu’une fois ce nom : à Saint-Aubin-Château-Neuf (Yonne), une source s’appelle la Fontaine des Blennes.

## Histoire
(septembre 2018).
Si vous disposez d'ouvrages ou d'articles de référence ou si vous connaissez des sites web de qualité traitant du thème abordé ici, merci de compléter l'article en donnant les références utiles à sa vérifiabilité et en les liant à la section « Notes et références ».
Les travaux de Robert Fossier sur le plan général, de Thierry Bonin pour la région, montrent que la stabilisation de l’habitat fut un processus long : avant le Xe siècle, en zone rurale, on ne voit qu’un habitat incertain et flou, une nature rebelle et dominante. Les vici stables sont l’exception face à la masse des paquets de maisons jetés sur les clairières soumises aux brûlis
.
Au XIIe siècle, les seigneurs locaux font d’importantes donations aux abbayes de Preuilly et de Rosoy-Villechasson. Ainsi, Dans les documents qui nous sont parvenus, et dès 1115, apparaît une famille portant le patronyme de de Blennes. Vers 1200 un Adam de Blennes est vassal du comté de Champagne ; un Gilet de Blennes a participé aux croisades menées par saint Louis. Ce furent eux qui, peut-être, construisirent la motte féodale qui est dite en ruine en 1392.
En 1243, le seigneur de Blennes est Pierre, un membre de l’importante famille des de Barres. Le fief passe ensuite aux Réveillon et, en 1270, un Jean de Réveillon accompagne Erard de Vallery, connétable de Champagne, à la dernière croisade.
En 1332, le seigneur de Blennes est Guillaume, sire de Réveillon. Pour ce fief dont il tient la haute et basse justice il doit 60 sols pour l’hommage au roi.
En 1392, le seigneur est Johan de Lespaut qui tient le fief de sa femme Jehanne du Chesne. Le fief est ruiné et ne fournit plus qu’un revenu de 10 livres. La guerre de Cent Ans a causé la ruine de la noblesse d’épée ; presque partout en Île-de-France des gens de robe, des gens de loi au service du roi, deviennent propriétaires des seigneuries. Les nouveaux seigneurs de Blennes sont les Allegrain, de père en fils conseillers au Parlement de Paris. En 1650, par mariage, le fief passe ensuite aux Davy de la Fautrière, aussi conseillers au Parlement de Paris. Ces derniers, ruinés, vendent en 1758 la seigneurie à Jacques René Cordier de Launay, un très riche financier. Le dernier des seigneurs de Blennes fut Claude René Cordier de Launay dont une des filles épousa le fameux marquis de Sade.
Excepté une très légère modification en faveur de Vallery (3 ha, année 1831), la commune actuelle de Blennes s’étend sur le même territoire que la paroisse de Blennes telle que cette dernière existait depuis des temps immémoriaux.
Sur le plan militaire, la paroisse faisait partie du gouvernement d’Ile-de-France ; sur le plan administratif de la généralité de Paris, élection et subdélégation de Montereau. Sur le plan judiciaire Blennes dépendait du bailliage de Moret qui ne jugeait plus que des affaires d’importance limitée. La Cour présidiale, le tribunal d’appel pour les affaires plus importantes, était à Melun. Le grenier à sel était à Montereau.
D’après l’Almanach du diocèse de Sens, le village comptait 115 feux et 390 communiants en 1771. En 1793, un état de la population agricole du département de Seine-et-Marne fournit, les données suivantes : Nombre de chefs de famille - 149, nombre de feux - 160 ; et population effective -645. Plusieurs seigneuries se partageaient les 2 000 ha de la paroisse dont :
- la seigneurie de Blennes qui comprenait le bourg, le hameau des Sorins, les moulins des Moines et celui du Petit Bichot ;
- la seigneurie de Maurepas qui dépendait de l’abbaye de Preuilly et englobait la forêt et le hameau de Maurepas, celui de Villeneuve les Ormes et la ferme du Coudray ;
- la seigneurie de Villechasson qui dépendait de l’abbaye du même nom et englobait les hameaux de Villoiseau, de Launoy, du Bouloy et de la Roustière.

### Circonscriptions d'Ancien Régime
Intendance :  Paris - Election :  Montereau, avant 1696, puis Sens - Subdélégation : Montereau - Grenier à sel : Montereau - Coutume : Melun - Parlement : Paris - Bailliage : Moret-sur-Loing - Gouvernement :  Ile-de-France - Diocèse : Sens - Archidiaconé : Sens - Doyenné : Marolles.

## Politique et administration

### Rattachements administratifs et électoraux
La commune se trouve dans le département de Seine-et-Marne.
Lors de sa création par la Révolution française, elle était rattachée à l'arrondissement de Fontainebleau, puis en 1926 à celui de Melun, et à nouveau, en 1988, à celui de Fontainebleau. Afin de faire coïncider les limites d'arrondissement et celles des intercommunalités, elle intègre le 1er janvier 2017 l'arrondissement de Provins.
Pour l'élection des députés, elle fait partie depuis 1988 de la deuxième circonscription de Seine-et-Marne.
Elle faisait partie depuis 1801 du canton de Lorrez-le-Bocage-Préaux. Dans le cadre du redécoupage cantonal de 2014 en France, la commune intègre le canton de Nemours.

### Intercommunalité
La commune a adhéré en 2012 à la petite communauté de communes du Bocage Gâtinais.
Dans le cadre des dispositions de la loi portant nouvelle organisation territoriale de la République (Loi NOTRe) du 7 août 2015, qui prévoit que les établissements publics de coopération intercommunale (EPCI) à fiscalité propre doivent avoir un minimum de 15 000 habitants (et 5 000 habitants en zone de montagnes), cette intercommunalité éclate, et certaines de ses communes, dont Biennes, sont rattachées le 1er janvier 2017 à la communauté de communes des Deux Fleuves (CC2F), qui prend, lors de cette extension, la dénomination de communauté de communes du Pays de Montereau, dont est membre la commune.

### Liste des maires
| Période                                  | Période  | Identité              | Étiquette | Qualité        |
| ---------------------------------------- | -------- | --------------------- | --------- | -------------- |
| Les données manquantes sont à compléter. |          |                       |           |                |
| 1791                                     | 1791     | Nicolas Binet         |           | Laboureur      |
|                                          |          |                       |           |                |
| 1829                                     | 1829     | Jean Pierre Maussant  |           |                |
|                                          |          |                       |           |                |
| 1848                                     | 1848     | Louis Hattier         |           |                |
|                                          |          |                       |           |                |
| 1900                                     | 1919     | Jean Baptiste Boynard |           | Cultivateur    |
| 1919                                     | 1922     | Maurice Hureau        |           | Cultivateur    |
| 1922                                     | 1929     | Ernest Homère Binet   |           | Cultivateur    |
| 1929                                     | 1935     | René Léon Grégoire    |           | Cultivateur    |
| 1935                                     |          | Marie Billard         |           | Cultivateur    |
|                                          |          |                       |           |                |
| 1947                                     | 1953     | René Prieur           |           |                |
| 1953                                     | 1959     | Camille Villain       |           |                |
| 1959                                     | 1971     | René Denis            |           |                |
| 1971                                     | 1977     | Jean Hennequart       |           |                |
| 1977                                     | 1988     | Francis Pierre        |           | Cultivateur    |
| 1988                                     | 1990     | Claude Fourdonnier    |           |                |
| 1990                                     | 2001     | André Gelé            |           | Artisan        |
| 2001                                     | 2014     | François Cantérini    |           | Technicien     |
| 2014                                     | En cours | Pascal Dalicieux      |           | Ingénieurr edf |

### Jumelages
| Ville | Ville    | Pays | Pays      | Période          |
| ----- | -------- | ---- | --------- | ---------------- |
|       | Starzach |      | Allemagne | depuis juin 1992 |

## Équipements et services

### Eau et assainissement
L’organisation de la distribution de l’eau potable, de la collecte et du traitement des eaux usées et pluviales relève des communes. La loi NOTRe de 2015 a accru le rôle des EPCI à fiscalité propre en leur transférant cette compétence. Ce transfert devait en principe être effectif au 1er janvier 2020, mais la loi Ferrand-Fesneau du 3 août 2018 a introduit la possibilité d’un report de ce transfert au 1er janvier 2026,.

#### Assainissement des eaux usées
En 2020, la commune de Blennes ne dispose pas d'assainissement collectif,.
L’assainissement non collectif (ANC) désigne les installations individuelles de traitement des eaux domestiques qui ne sont pas desservies par un réseau public de collecte des eaux usées et qui doivent en conséquence traiter elles-mêmes leurs eaux usées avant de les rejeter dans le milieu naturel. Le SIAAEP du Bocage assure pour le compte de la commune le service public d'assainissement non collectif (SPANC), qui a pour mission de vérifier la bonne exécution des travaux de réalisation et de réhabilitation, ainsi que le bon fonctionnement et l’entretien des installations,.

#### Eau potable
En 2020, l'alimentation en eau potable est assurée par le SIAAEP du Bocage qui en a délégué la gestion à une entreprise privée, dont le contrat expire le 31 décembre 2029,,.
Les nappes de Beauce et du Champigny sont classées en zone de répartition des eaux (ZRE), signifiant un déséquilibre entre les besoins en eau et la ressource disponible. Le changement climatique est susceptible d’aggraver ce déséquilibre. Ainsi afin de renforcer la garantie d’une distribution d’une eau de qualité en permanence sur le territoire du département, le troisième Plan départemental de l’eau signé, le 3 octobre 2017, contient un plan d’actions afin d’assurer avec priorisation la sécurisation de l’alimentation en eau potable des Seine-et-Marnais. A cette fin a été préparé et publié en décembre 2020 un schéma départemental d’alimentation en eau potable de secours dans lequel huit secteurs prioritaires sont définis. La commune fait partie du secteur Bocage.

## Population et société

### Démographie
L'évolution du nombre d'habitants est connue à travers les recensements de la population effectués dans la commune depuis 1793. Pour les communes de moins de 10 000 habitants, une enquête de recensement portant sur toute la population est réalisée tous les cinq ans, les populations de référence des années intermédiaires étant quant à elles estimées par interpolation ou extrapolation. Pour la commune, le premier recensement exhaustif entrant dans le cadre du nouveau dispositif a été réalisé en 2007.

En 2022, la commune comptait 546 habitants, en évolution de −2,5 % par rapport à 2016 (Seine-et-Marne : +3,92 %, France hors Mayotte : +2,11 %).
| 1793 | 1800 | 1806 | 1821 | 1831 | 1836 | 1841 | 1846 | 1851 |
| ---- | ---- | ---- | ---- | ---- | ---- | ---- | ---- | ---- |
| 632  | 691  | 691  | 598  | 691  | 896  | 762  | 820  | 766  |

| 1856 | 1861 | 1866 | 1872 | 1876 | 1881 | 1886 | 1891 | 1896 |
| ---- | ---- | ---- | ---- | ---- | ---- | ---- | ---- | ---- |
| 795  | 798  | 792  | 793  | 805  | 747  | 717  | 691  | 600  |

| 1901 | 1906 | 1911 | 1921 | 1926 | 1931 | 1936 | 1946 | 1954 |
| ---- | ---- | ---- | ---- | ---- | ---- | ---- | ---- | ---- |
| 595  | 577  | 536  | 473  | 473  | 456  | 475  | 500  | 477  |

| 1962 | 1968 | 1975 | 1982 | 1990 | 1999 | 2006 | 2007 | 2012 |
| ---- | ---- | ---- | ---- | ---- | ---- | ---- | ---- | ---- |
| 374  | 321  | 279  | 261  | 331  | 477  | 541  | 550  | 570  |

| 2017 | 2022 | - | - | - | - | - | - | - |
| ---- | ---- | - | - | - | - | - | - | - |
| 559  | 546  | - | - | - | - | - | - | - |

## Économie

### Revenus de la population et fiscalité
En 2016, le nombre de ménages fiscaux était de 
226 représentant 588 personnes et le  médiane du revenu disponible par unité de consommation  de 23 391 €.

### Emploi
En 2018 , le nombre total d’emplois dans la zone était de 65, occupant 253 actifs  résidants.
Le taux d'activité de la population (actifs ayant un emploi) âgée de 15 à 64 ans s'élevait à 68,4 % contre un taux de chômage de 10,4 %.
Les 21,3 % d’inactifs se répartissent de la façon suivante : 6,5 % d’étudiants et stagiaires non rémunérés, 8,8 % de retraités ou préretraités et 6 % pour les autres inactifs.

### Secteurs d'activité

#### Entreprises et commerces
En 2019, le nombre d’unités légales et d’établissements (activités marchandes hors agriculture) par secteur d'activité était de 34 dont 3 dans l’industrie manufacturière, industries extractives et autres, 7 dans la construction, 9 dans le commerce de gros et de détail, transports, hébergement et restauration, 2 dans les activités financières et d'assurance, 3 dans les activités immobilières, 3 dans les activités spécialisées, scientifiques et techniques et activités de services administratifs et de soutien, 1 dans l’administration publique, enseignement, santé humaine et action sociale et 6  étaient relatifs aux autres activités de services.
En 2020, 3 entreprises ont été créées sur le territoire de la commune, dont 1 individuelles.
Au 1er janvier 2021, la commune ne disposait pas d’hôtel et de terrain de camping.
Depuis 2018, la commune ne dispose plus de commerces de proximité. Elle a racheté avec l'aide du département et de  l'Europe (FEDER) un ancien relais de poste à l'époque napoléonienne, afin d'y installer un café-épicerie.

#### Agriculture
Blennes est dans la petite région agricole dénommée la « Bocage gâtinais », à l'extrême sud du département. En 2010, l'orientation technico-économique de l'agriculture sur la commune est la culture de céréales et d'oléoprotéagineux (COP).
Si la productivité agricole de la Seine-et-Marne se situe dans le peloton de tête des départements français, le département enregistre un double phénomène de disparition des terres cultivables (près de 2 000 ha par an dans les années 1980, moins dans les années 2000) et de réduction d'environ 30 % du nombre d'agriculteurs dans les années 2010. Cette tendance se retrouve au niveau de la commune où le nombre d’exploitations est passé de 24 en 1988 à 12 en 2010. Parallèlement, la taille de ces exploitations augmente, passant de 58 ha en 1988 à 146 ha en 2010.
Le tableau ci-dessous présente les principales caractéristiques des exploitations agricoles de Blennes, observées sur une période de 22 ans : 
|                                      | 1988  | 2000  | 2010  |
| ------------------------------------ | ----- | ----- | ----- |
| Dimension économique,                |       |       |       |
| Nombre d’exploitations (u)           | 24    | 18    | 12    |
| Travail (UTA)                        | 37    | 24    | 16    |
| Surface agricole utilisée (ha)       | 1 382 | 1 580 | 1 757 |
| Cultures                             |       |       |       |
| Terres labourables (ha)              | 1 359 | 1 562 | 1 735 |
| Céréales (ha)                        | 961   | 971   | 1 009 |
| dont blé tendre (ha)                 | 624   | 679   | 651   |
| dont maïs-grain et maïs-semence (ha) | 227   | 49    | 77    |
| Tournesol (ha)                       | 179   | s     | 92    |
| Colza et navette (ha)                | 80    | 249   | 341   |
| Élevage                              |       |       |       |
| Cheptel (UGBTA)                      | 495   | 130   | 38    |

## Culture locale et patrimoine

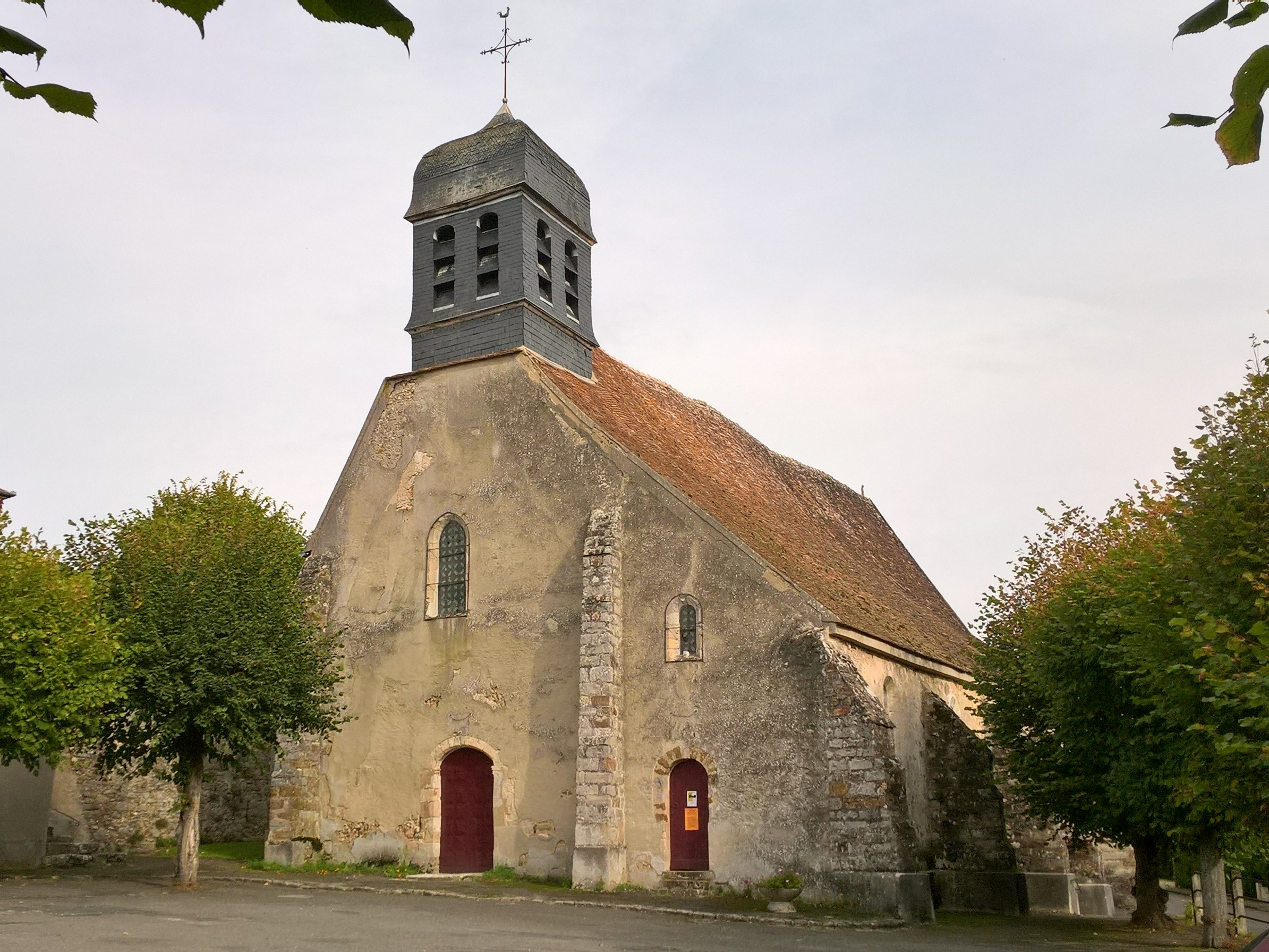
L'église Saint-Victor.

### Lieux et monuments

#### L’église Saint-Victor
L’église, placée sous le vocable de Saint-Victor-de-Marseille, est de forme rectangulaire, sans transept. Elle se compose d’une nef avec sanctuaire du XIIe siècle flanquée d’un bas-côté du XVe siècle. Ce bas-côté est séparé de la nef par quatre arcades retombant sur un pilier carré du côté du chœur et sur deux colonnes à chapiteaux garnis d’une simple moulure côté entrée.
La nef est plafonnée en berceau avec entraits moulurés apparents et se termine par un chevet plat percé d’un triplet dont la fenêtre du milieu, légèrement plus grande, est obstruée. Toutes les fenêtres sont de simples baies en Tiers-points sauf celles situées au nord qui sont en plein cintre.
Extérieurement, l’église présente un campanile du XVIIe siècle avec couverture en ardoise à l’impériale qui contient une cloche en bronze datée de 1791 et qui a été classée monument historique par arrêté du 2 octobre 1942. Les murs périphériques sont renforcés par des contreforts.
L'église a été inscrite à l’inventaire supplémentaire des monuments historiques par un arrêté du 18 mars 1926.

### Personnalités liées à la commune
- Dominique Aury alias Pauline Réage (1907-1998), femme de lettres française, qui y a vécu plusieurs années.
- Michel Vianey (1930-2008), écrivain, journaliste, scénariste et réalisateur français, mort dans la commune.
- Jean-Claude Garnier (né en 1949 dans la commune), ancien footballeur français.